# Blauwkous

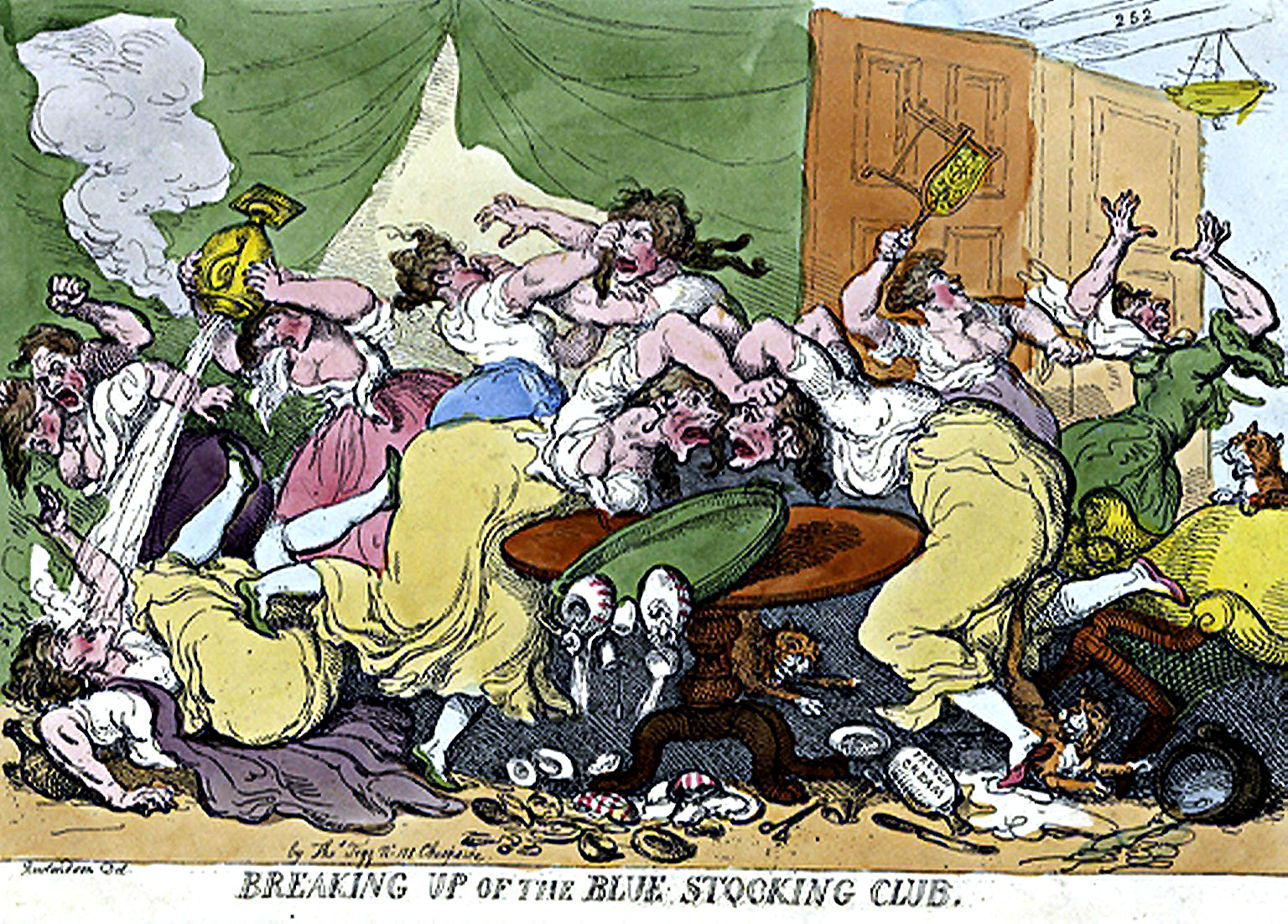
Karikatuur van blauwkousen van Thomas Rowlandson

Een blauwkous (en: bluestocking, de: Blaustrumpf, fr: bas-bleu) is, volgens de meest gangbare etymologie, een  geleerde vrouw of een vrouw die als geleerd wil gelden. Later ontwikkelde het woord zich in een spotnaam. De naam is ontleend aan Benjamin Stillingfleet die omstreeks 1750 als lid van de kring rond Lady Montagu blauwe wollen kousen droeg in plaats van de gangbare zwarte zijden exemplaren. Dit leidde ertoe dat admiraal Boscawen het gezelschap de spotnaam blue stockings society gaf. De naam was, aldus Carl Ludwig Börne, in 1830 gangbaar in Duitsland, maar is sindsdien in onbruik geraakt.
Brown University heeft een feministisch tijdschrift genaamd Bluestockings.

## Andere contexten
In andere contexten heeft de term blauwkous andere betekenissen gehad: ene Juffrouw Blaeukous kwam in 1667 al voor in De Klucht van Kees Louwen. In dit toneelstuk is de rol die van een kletskous of kwaadspreekster. Ook wordt vermeld dat het een spotnaam voor gerechtsdienaren was.